# Alto Adige (región vinícola)

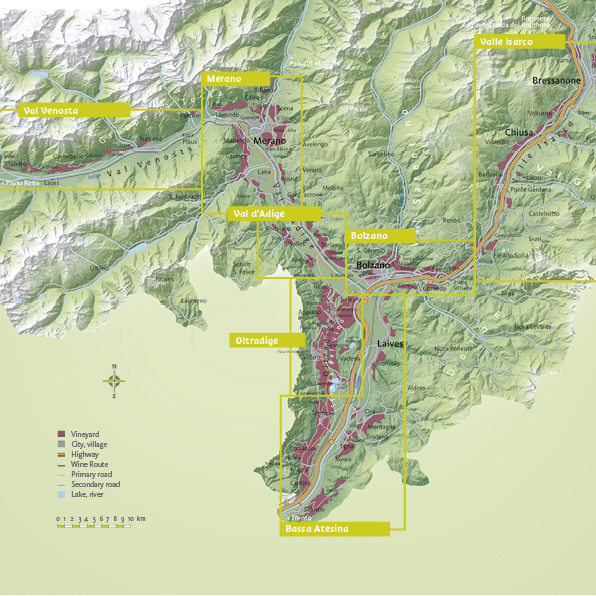
Mapa de las áreas productoras de vino del Alto Adige

El Alto Adige es una región autónoma ubicada en el noreste de Italia que produce  'vino'  en sus territorios meridionales. Esta región de vino italiano se caracteriza por las numerosas influencias italianas, alemanas y austríacas en la industria del vino debido a la larga historia vinícola de la región, bajo el dominio inicialmente del imperio romano y sucesivamente del gobierno del Sacro Imperio Romano, de Austria-Hungría y actualmente de Italia.

## Breve historia reciente
El Alto Adige ha producido vinos desde los siglos de la antigua Roma, principalmente alrededor de las ciudades de Merano y Bolzano. El vino se ha producido desde esos tiempos antiguos en el Campo Rotaliano, una llanura aluviana entre los ríos Adigio y Noce cerca de Salorno: por ejemplo, la uva Teroldego toma su nombre de su método de cultivo tradicional, que los antiguos romanos hacían con un arnés de alambre ("tirelle"). La cultivación en el Medio Evo era hecha por los autóctonos pobladores ladinos y estaba inicialmente centrada sobre todo en la producción de la uva "Lagrein". 

En la "Baja Atesina", particularmente en las localidades de Appiano, Caldaro, Bolzano, Cortaccia, Termeno, Salorno, Magrè, Egna y Terlano, la vid es el cultivo principal. La cultura del vino local tiene una historia muy larga, cuya primera evidencia se remonta a los siglos del imperio romano. El vino más típico del Alto Adige es la variedad local de "Vernaccia", ligero y con un sabor fresco y afrutado, excelente para acompañar especialidades locales como el "speck". Igualmente importante es el robusto vino tinto elaborado a partir de la cepa autóctona más antigua del Alto Adige, la "Lagrein", con su aroma a moras y violetas.Dissapore I.

Durante los siglos de la dominación germano-austríaca fueron introducidos vinos del centro-norte de Europa, como el Riesling (originariamente cultivado por los antiguos romanos en Renania). Desde que el Alto Adige hace parte políticamente de Italia (o sea desde 1918), se han introducido vinos italianos, como el Moscato giallo y algunas variantes del Chianti. 
Actualmente casi 5300 hectáreas están cultivadas con viñedos en Alto Adige, donde se producen anualmente unos 3500 hl de vinos de alta calidad.
Desde 1964 ha sido abierta -para el turismo- una famosa Via del Vino, que atraviesa la zona vinícola más importante del Alto Adige (que inicia desde Nalles cerca de Merano y que -pasando por Bolzano- llega hasta Salorno).

## Lista de vinos DOC del Alto Adige
La siguiente es una lista de vinos DOC (Denominazione di origine controllata, o sea 'denominación de origen controlada') en la región vinícola del Alto Adige, junto con las uvas que pueden incluirse en la mezcla en diferentes porcentajes (que están regulados por la etiqueta del DOC). 

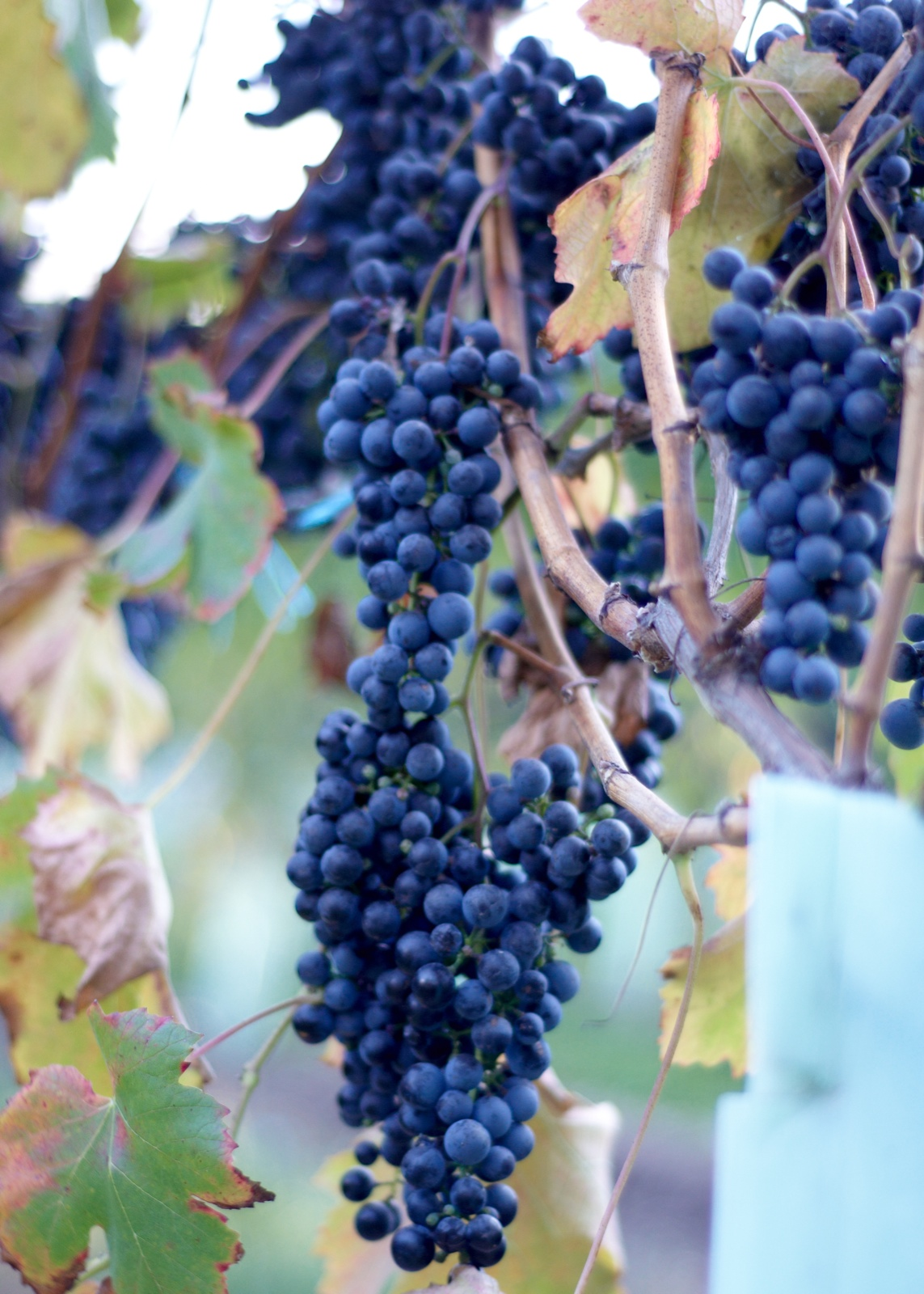
La uva "Lagrein" es originaria del Alto Adige

- Alto Adige/Südtirol DOC - Principalmente varietal vinos producidos por variedades como Cabernet Sauvignon, Chardonnay, Lagrein, Malvasia, Merlot, Moscato giallo, Lagarino bianco, Moscato, Pinot bianco, Pinot grigio, Riesling italico, Riesling Renano, Sauvignon blanc, Schiava, Teroldego, Sylvaner y Traminer Aromatico.
- Caldaro DOC - Producido de Schiava, Pinot noir y Lagrein.
- Casteller DOC - Producido a partir de Schiava, Merlot y Lambrusco.
- Colli di Bolzano DOC - Producido a partir de Schiava, Lagrein y Pinot noir.
- Meranese DOC - Producido de Schiava.
- Santa Maddalena DOC - Producido a partir de Schiava, Lagrein y Pinot noir.
- Sorni DOC - Producido de Schiava, Teroldego, Lagrein, Nosiola, Müller-thurgau, Sylvaner y Pinot bianco.
- Terlano DOC - Producido a partir de Pinot bianco, Chardonnay, Riesling italico, Riesling Renano, Sauvignon blanc, Sylvaner y Müller-thurgau.
- Teroldego Rotaliano DOC - producido en Teroldego (cerca de Merano).
- Valdadige DOC - Compartido con la región Veneto. Vinos elaborados de Schiava, Lambrusco, Merlot, Pinot noir, Lagrein, Teroldego, Negrara, Pinot blanc, Pinot grigio, Riesling italico, Rossignola, Müller-thurgau, Chardonnay, Bianchetta, Trebbiano, Nosiola, Vernaccia, Sylvaner y Veltliner bianco.
- Valle Isarco DOC - Vinos varietales elaborados a partir de Teroldego, Traminer Aromatico, Pinot grigio, Veltliner bianco y Sylvaner.